# All Set
All Set è il quinto album della punk band Buzzcocks.

## Tracce
1. Totally from the Heart
2. Without You
3. Give It to Me
4. Your Love
5. Smile
6. Point of No Return
7. Hold Me Close
8. Kiss 'N' Tell
9. What Am I Supposed to Do
10. Some Kinda Wonderful
11. What You Mean to Me
12. Playing for Time
13. Pariah
14. Back With You

## Formazione
- Pete Shelley - voce e chitarra
- Steve Diggle - chitarra e voce
- Tony Barber - basso
- Phil Barker - batteria